# Mendíjur
Mendíjur (oficialmente Mendixur/Mendíjur) es un concejo del municipio de Barrundia, en la provincia de Álava, País Vasco (España).

## Toponimia
Es citado como Mendissur en la Reja de San Millán (1025). También aparece en otras distintas formas en la documentación antigua a lo largo de los siglos: Mentisur (1060), Mendissor (1076), Mendissur (1257), Mendixur (1295), Mendisur (1470), Mendixur (1503) o Mendijur (s. XVIII). El nombre en euskera del concejo, Mendixur, estaría formado por mendi (monte) e ixur, forma diminutiva de izur (rizo) y que quizás se refiera a un pliegue del terreno u a otro accidente geomorfológico sobre el que se asiente la población.

## Geografía física

### Ubicación
|                  | Norte: Maturana |                |
| Oeste: Ullibarri |                 | Este: Audicana |
|                  | Sur: Argómaniz  |                |

## Naturaleza
El entorno en el que se encuentra el pueblo de Mendíjur/Mendixur es un claro ejemplo de naturalización y valoración ecológica en el contexto de un paisaje en gran parte antropizado y artificial como es un embalse.
Situado en el extremo sur del embalse de Ullibarri-Ganboa, en Mendijur/Mendixur se encuentra el único parque ornitológico de Álava. Forma parte de la Red Natura 2000, fue incluido en 2002 en la lista RAMSAR de humedales de importancia internacional y está declarado como Zona de Especial Conservación (ZEC).
El parque ornitológico de Mendijur/Mendixur cuenta con dos observatorios, para contemplar las numerosas especies de aves que habitan en él en las distintas épocas del año, a los que se llega a través de sendas de fácil acceso.

## El embalse
El proyecto tuvo sus inicios en 1930, cuando se solicitó una concesión para la construcción de un sistema regulador de las aguas del río Zadorra para trasvasar su caudal hídrico a Bilbao y su comarca, para la producción de electricidad y el consumo industrial y doméstico. Al finalizar la construcción del embalse, en 1956, algunos pueblos como Mendizabal y Zuazo de Gamboa quedaron bajo las aguas y otros muchos perdieron sus tierras de cultivo (Azua, Larrintzar, Garaio, Marieta o el propio Mendijur), por lo que parte de su población los abandonó.
En la actualidad, la infraestructura cumple una triple función: abastecer a Vitoria y Bilbao y regular el caudal del río Zadorra.

## Historia
Hacia mediados del siglo XIX, el lugar, por entonces perteneciente a Gamboa, tenía contabilizada una población de 78 habitantes. Aparece descrito en el undécimo volumen del Diccionario geográfico-estadístico-histórico de España y sus posesiones de Ultramar de Pascual Madoz con las siguientes palabras:

MENDIJUR: l. del ayunt. de Gamboa, en la prov. de Alava (á Vitoria 2 leg.), part. jud. de Salvatierra (2), aud. terr. de Burgos, c. g. de las Provincias Vascongadas, dióc. de Calahorra (14): sit. en parage despejado; clima saludable; le combaten todos los vientos, y se padecen constipados. Tiene 21 casas, escuela de primera educacion para ambos sexos, frecuentada por 25 ó 30 alumnos, y dotada con 800 rs. y casa para el maestro, igl. parr. dedicada á San Roman, servida por 2 beneficiados perpétuos, uno de ellos con título de cura, y para consumo de los hab. 3 fuentes de buenas aguas en sus inmediaciones. Confina el térm. N. Orenin; E. Maturana; S. Argomaniz, y O. Urizar, y comprende dentro de su circunferencia un pequeño monte poblado. El terreno es de buena calidad y fácil cultivo, discurriendo por él un arroyuelo que se forma de varias fuentes. Caminos: al S. y á un tiro de fusil pasa la carretera que de Vitoria conduce á Pamplona y otros puntos; tiene una casa venta. El correo se recibe de Salvatierra diariamente. prod.: de toda clase de granos; cria de ganado de toda especie; caza de perdices, liebres, codornices y becadas. pobl.: 13 vec., 78 alm. riqueza y contr.: con su ayunt. (V.)
(Madoz, 1848, p. 374)

En la actualidad, pertenece al municipio de Barrundia.  En 2022, la entidad singular de población tenía empadronados 43 habitantes y el núcleo de población, 35.

## Demografía
| Gráfica de evolución demográfica de Mendíjur entre 2000 y 2022 |
|                                                                |
| Población de derecho según los censos de población del INE.    |

## Cultura

### Patrimonio material

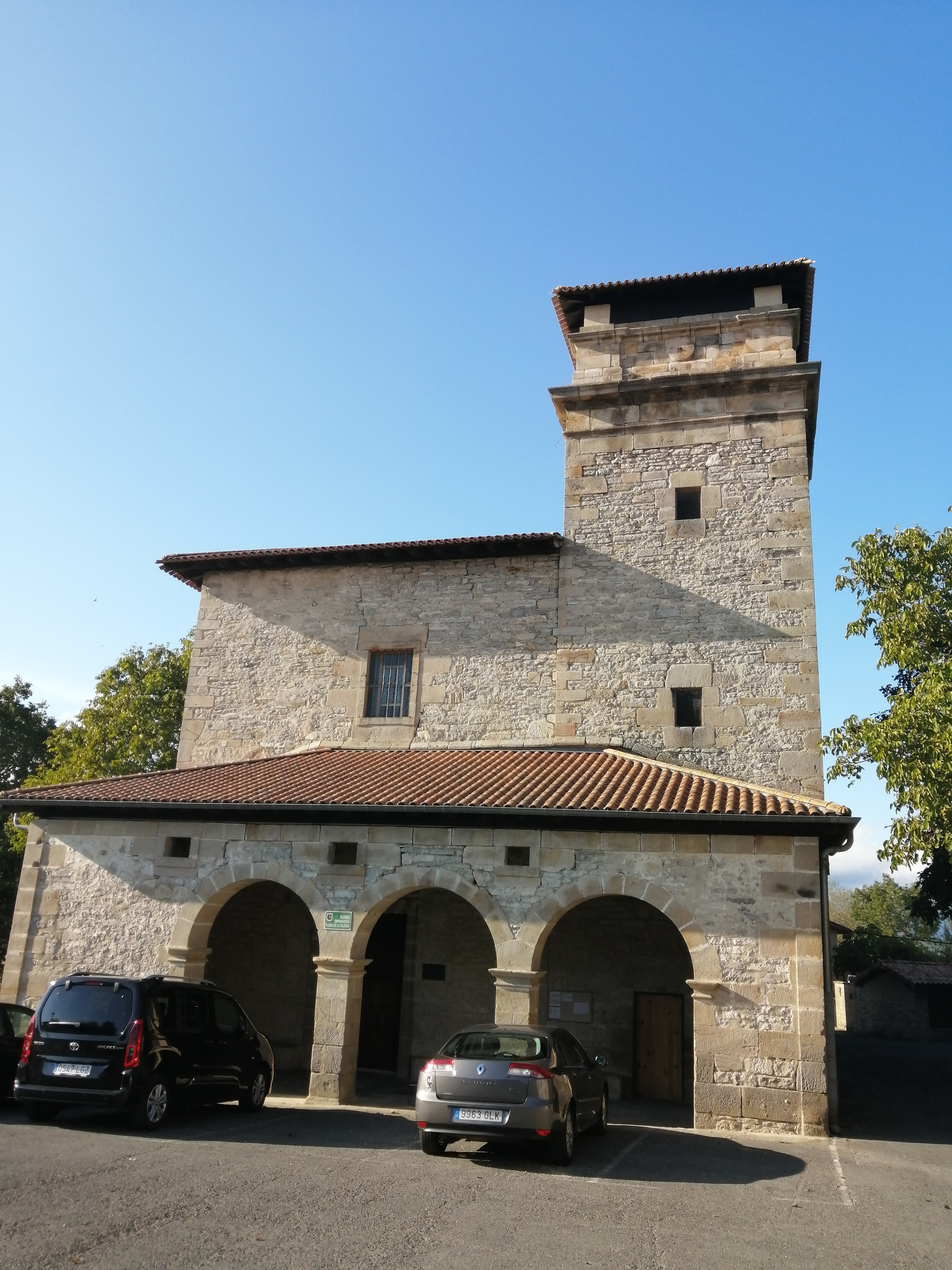
Iglesia de San Román

- Iglesia de San RománIglesia de San Román. De planta de cruz latina, cabecera recta, crucero y nave de tres tramos. Se construyó entre 1808 y 1819 tras demoler el templo anterior que se encontraba en ruinas. Conserva en su interior tres retablos barrocos, churriguerescos, del siglo XVIII. Procedente del edificio anterior medieval, se aprecia en el costado sur una piedra moldurada.[14]
- Juego de bolos.[15]El juego de bolos era un punto de encuentro muy frecuentado, fundamentalmente los domingos, festivos y fiestas patronales. El de Mendijur se halla cercano a lo que era la sala del Concejo. De planta rectangular, realizado con mampostería, está cubierto a dos aguas y presenta su lado sur sin muro, cerrado con rejería.[16]
- Antiguo hospital. Documentado desde 1556, según Micaela Portilla seguía funcionando durante los siglos XVII y XVIII. Actualmente desaparecido, existen dudas sobre su ubicación exacta.[14]
- Ruinas del antiguo lavadero-abrevadero. Las ruinas del conjunto se encuentran bajo las aguas del Embalse de Ullíbarri y solo se pueden observar, parcialmente enterradas, en épocas de escasez de agua. Parece que era un edificio cubierto, de planta rectangular, cuya fábrica era de mampostería caliza y se encontraba abierto al Sur.[17]
- En el concejo de Mendíjur/Mendixur hay documentados al menos dos asentamientos prehistóricos al aire libre: Mendillas[18] y Llanada 28.[19]

### Patrimonio inmaterial

#### Festividades
Las fiestas se celebran el 18 de noviembre, san Román de Antioquía